# Baracs Marcell
Baracs Marcell, született Barach Marcell (Pest, 1865. május 5. – Budapest, 1933. augusztus 21.) magyar ügyvéd, jogi író.

## Életpályája
Pesti izraelita családban született. Szülei dr. Barach (1883-ig Barach) Benedek (1828–1885) ügyvéd és Lőw Amália (1843–1874) voltak. Édesanyját tizenegy évesen elvesztette. Jogi tanulmányainak befejezése után ismert védő lett büntető ügyekben. Az 1913. évi vasutassztrájk vádlottait sikeresen védte Landler Jenővel és másokkal együtt. Az 1920-as években a budapesti Községi Demokrata Párt elnöke volt, ugyanakkor az Ügyvédi Kamara elnökhelyettese lett. A Demokrata Párt színeiben 1926-tól 1931-ig országgyűlési képviselő volt.
Házastársa dr. Schmidl Ignác és Märle Vilma lánya, Etelka volt, akivel 1922. április 27-én kötött házasságot Budapesten.

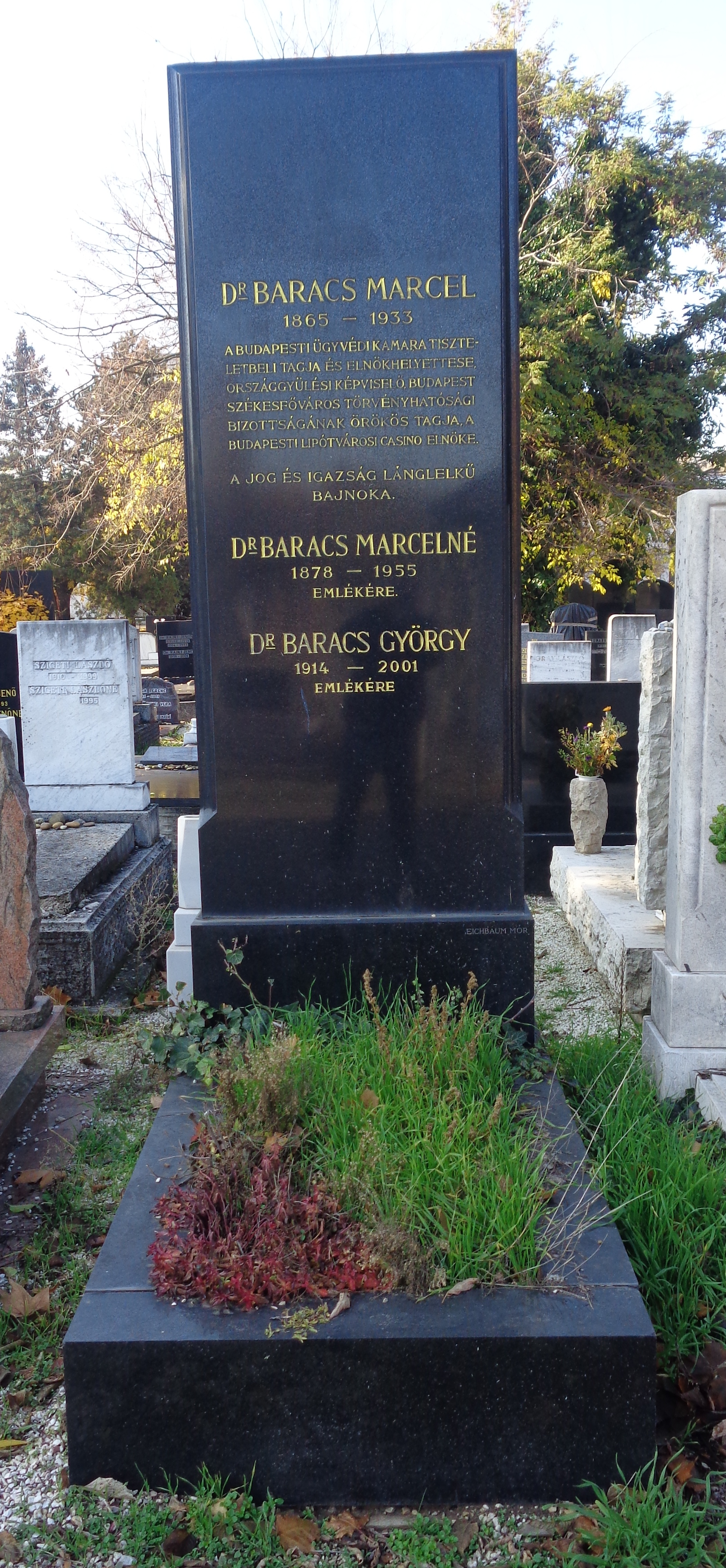
Sírja a Kozma utcai izraelita temetőben (3D-11-1)

## Művei
- Harmadik személy javára kötött szerződések (Budapest, 1901)
- A jogi szakoktatás reformja (Budapest, 1902)
- Emlékbeszéd Deák Ferencről (Budapest, 1904)
- Emlékbeszéd Jókai Mórról (Budapest, 1925)
- Két beszéde az országgyűlés költségvetési vitájában (Budapest, 1927)